# Años 1530 a. C.
La década de los años 1530 a. C. comenzó el 1 de enero de 1539 a. C. y terminó el 31 de diciembre de 1530 a. C. Corresponde al siglo XVI a. C.

## Acontecimientos
- 1530 a 1070 a. C.: Periodo histórico egipcio denominado Imperio Nuevo. Egipto alcanza su máximo poder al extenderse hasta el desierto del Sinaí, por el noreste, hasta Nubia por el sur y hasta el Éufrates por el este (esta última posesión se perdió definitivamente hacia el 1400 a. C.). La capital se trasladó a Tebas y los monarcas empezaron a llamarse a sí mismo faraones, título que significa "gran palacio".[1]